# Manuel Bandera
Manuel Bandera (Málaga, 12 de diciembre de 1960) es un actor español.

## Biografía

### Cine
Comenzó su actividad teatral en Málaga; posteriormente se desplazó a Madrid, donde estudió educación física y baile y debutó en revistas teatrales. Se hizo muy popular en 1989 con su primera actuación cinematográfica en uno de los papeles principales de Las cosas del querer, película de Jaime Chávarri, la cual tuvo una continuación en 1995: (Las cosas del querer 2). En ambas películas interpretó coplas populares junto a Ángela Molina. Participó brevemente en ¡Átame! (1990), de Pedro Almodóvar, bailando un tango debido a su buena formación como bailarín. Volvió a trabajar con Almodóvar en Kika en 1993.

### Teatro
Trabajó varios años en teatro, protagonizando musicales como El Zorro, Cabaret y Chicago (2009), dramas históricos como Mariana Pineda (1998), de Federico García Lorca, piezas clásicas, como Las bacantes (1996), de Eurípides u obras de autores contemporáneos como Trampa para pájaros (2009), de José Luis Alonso de Santos. Actualmente protagoniza junto a Bibiana Fernández la obra teatral de Félix Sabroso El Amor está en el Aire, la cual ha obtenido gran éxito. En la Gran Vía madrileña exactamente en el Capitol realiza otra obra llamada El amor sigue en el aire que deriva de esta última y a la que se han unido Olvido Gara (Alaska) y Mario Vaquerizo. Actualmente (2021-22) protagoniza  A Chorus Line promovida por Antonio Banderas.

### Televisión
Comenzó como bailarín en el concurso Un, dos, tres... responda otra vez en 1987.
Como protagonista interpretó al Rey Boabdil en la serie Réquiem por Granada (1991). Además presentó, junto a Bárbara Rey el programa musical Esto es espectáculo (1995).
Tuvo una destacada actuación en la serie El Súper, historias de todos los días en el papel de Ramón (1999).
En 2008-2009 interpretó a Ramón Rivas, el dueño de unos almacenes, en la telenovela Amar en tiempos revueltos. Entre 2011 y 2013 intervino en la serie Bandolera como Juan Caballero, en Antena 3.
A partir del 1 de marzo de 2019 el actor se incorpora a la serie Acacias 38 como José "El Choco", que se emite diariamente en La 1.
Fue el ganador de la séptima edición del concurso ¡Mira quién baila!
Actualmente es el bailarín principal en el musical "A Chorus Line" en el Teatro Calderón de Madrid.

## Vida personal
Se casó en 1988 con Marisol Muriel, con la que tuvo un hijo, Miguel, nacido en 1992.

## Filmografía
- La Moderna (serie) (2023-2024) como Fabio del Moral
- Acacias 38 (serie) (2019-2021)
- Tu cara me suena (programa) (2018)
- El Continental (serie) (2018)
- El Amor está en el aire (Teatro) (2017)
- Bandolera (serie) (2011-2013)
- Chicago (musical) (2010)
- Trampa para pájaros (Drama Teatro) (2009)
- Amar en tiempos revueltos (telenovela) (2008-2009), (2012) Ramón Rivas
- Cabaret (musical) (2003-2006)
- Nowhere (2002), de Luis Sepúlveda
- El lado oscuro del corazón 2 (2001), de Eliseo Subiela
- Papá es un ídolo (2000), de Juan José Jusid
- Pajarico (1997), de Carlos Saura
- Más allá del jardín (1996), de Pedro Olea
- Bámbola (1996), de Bigas Luna
- Geisha (1996), de Cecilia Carini
- Las cosas del querer 2 (1995), de Jaime Chávarri
- Valparaíso (1994), de Mariano Andrade
- Cautivos de la sombra (1994), de Javier Elorrieta
- Una chica entre un millón (1994), de Álvaro Sáenz de Heredia
- Tirano Banderas (1993), de José Luis García Sánchez
- Kika (1993), de Pedro Almodóvar.
- Delitti privati (1993)
- Demasiado corazón (1992), de Eduardo Campoy
- ¡Átame! (1990), de Pedro Almodóvar
- Réquiem por Granada (serie) (1990), de Vicente Escrivá
- Querido cabaret (serie) (1990), de Guillermina Motta
- Las cosas del querer (1989), de Jaime Chávarri